# Xã Whiteoak, Quận Highland, Ohio
Xã Whiteoak (tiếng Anh: Whiteoak Township) là một xã thuộc quận Highland, tiểu bang Ohio, Hoa Kỳ. Năm 2010, dân số của xã này là 1.371 người.